# Rodrigue Beaubois
Rodrigue Gabriel Beaubois (Pointe-à-Pitre, 24 febbraio 1988) è un cestista francese.

## Carriera
È stato selezionato dagli Oklahoma City Thunder al primo giro del Draft NBA 2009 (25ª scelta assoluta).

## Statistiche
| † | Denota una stagione in cui ha vinto il titolo |

### NBA

#### Regular Season
| Anno       | Squadra          | PG  | PT | MP   | TC%  | 3P%  | TL%  | RP  | AP  | PRP | SP  | PP  |
| ---------- | ---------------- | --- | -- | ---- | ---- | ---- | ---- | --- | --- | --- | --- | --- |
| 2009-2010  | Dallas Mavericks | 56  | 16 | 12,5 | 51,8 | 40,9 | 80,8 | 1,4 | 1,3 | 0,5 | 0,2 | 7,1 |
| 2010-2011† | Dallas Mavericks | 28  | 26 | 17,7 | 42,2 | 30,1 | 76,7 | 1,9 | 2,3 | 0,7 | 0,3 | 8,4 |
| 2011-2012  | Dallas Mavericks | 53  | 12 | 21,7 | 42,2 | 28,8 | 84,1 | 2,8 | 2,9 | 1,1 | 0,5 | 8,9 |
| 2012-2013  | Dallas Mavericks | 45  | 0  | 12,2 | 36,9 | 29,2 | 78,9 | 1,3 | 1,9 | 0,4 | 0,1 | 4,0 |
| Carriera   | Carriera         | 182 | 54 | 15,9 | 43,9 | 32,5 | 81,0 | 1,9 | 2,1 | 0,7 | 0,3 | 7,1 |

#### Playoffs
| Anno     | Squadra          | PG | PT | MP  | TC%  | 3P%  | TL%  | RP  | AP  | PRP | SP  | PP  |
| -------- | ---------------- | -- | -- | --- | ---- | ---- | ---- | --- | --- | --- | --- | --- |
| 2010     | Dallas Mavericks | 4  | 0  | 7,8 | 47,4 | 33,3 | 33,3 | 1,5 | 1,0 | 0,0 | 0,0 | 5,3 |
| 2012     | Dallas Mavericks | 2  | 0  | 6,0 | 0,0  | 0,0  | -    | 0,5 | 1,0 | 0,0 | 0,0 | 0,0 |
| Carriera | Carriera         | 6  | 0  | 7,2 | 42,9 | 28,6 | 33,3 | 1,2 | 1,0 | 0,0 | 0,0 | 3,5 |

#### Massimi in carriera
- Massimo di punti: 40 vs Golden State Warriors (27 marzo 2010)[1]
- Massimo di rimbalzi: 8 (2 volte)
- Massimo di assist: 7 (4 volte)
- Massimo di palle rubate: 4 (2 volte)
- Massimo di stoppate: 4 vs Utah Jazz (27 gennaio 2012)
- Massimo di minuti giocati: 38 vs Memphis Grizzlies (29 febbraio 2012)

### Eurolega

#### Regular Season
| Anno       | Squadra        | PG  | PT  | MP   | TC%  | 3P%  | TL%  | RP  | AP  | PRP | SP  | PP   |
| ---------- | -------------- | --- | --- | ---- | ---- | ---- | ---- | --- | --- | --- | --- | ---- |
| 2015-2016  | Strasburgo     | 10  | 10  | 23,7 | 40,7 | 37,0 | 100  | 1,6 | 2,3 | 1,1 | 0,4 | 11,6 |
| 2016-2017  | Saski Baskonia | 30  | 12  | 20,3 | 45,7 | 38,0 | 87,0 | 1,4 | 1,7 | 0,4 | 0,5 | 11,7 |
| 2017-2018  | Saski Baskonia | 33  | 17  | 21,3 | 49,8 | 40,0 | 89,4 | 2,4 | 1,8 | 0,7 | 0,4 | 12,4 |
| 2018-2019  | Anadolu Efes   | 35  | 19  | 20,5 | 44,2 | 40,0 | 91,2 | 1,3 | 2,3 | 0,3 | 0,3 | 9,5  |
| 2019-2020  | Anadolu Efes   | 26  | 15  | 21,2 | 45,5 | 39,8 | 82,1 | 1,6 | 1,7 | 0,9 | 0,3 | 9,5  |
| 2020-2021† | Anadolu Efes   | 38  | 21  | 21,4 | 51,2 | 49,3 | 90,9 | 1,8 | 1,8 | 0,5 | 0,3 | 10,6 |
| 2021-2022† | Anadolu Efes   | 35  | 22  | 22,2 | 44,2 | 39,6 | 66,7 | 2,0 | 1,9 | 0,5 | 0,3 | 9,2  |
| 2022-2023  | Anadolu Efes   | 30  | 25  | 25,3 | 53,6 | 48,6 | 87,0 | 2,1 | 2,0 | 1,1 | 0,8 | 10,8 |
| 2023-2024  | Anadolu Efes   | 31  | 9   | 23,2 | 45,5 | 39,2 | 85,7 | 2,2 | 2,3 | 0,7 | 0,4 | 10,1 |
| Carriera   | Carriera       | 268 | 150 | 22,0 | 47,2 | 41,5 | 86,0 | 1,9 | 2,0 | 0,7 | 0,4 | 10,5 |

## Palmarès

### Squadra
- Campionato NBA: 1

Dallas Mavericks: 2011
- Campionato turco: 3

Anadolu Efes: 2018-19, 2020-21, 2022-23
- Coppa di Turchia: 1

Anadolu Efes: 2022
- Coppa del Presidente: 4

Anadolu Efes: 2018, 2019, 2022, 2024
- Semaine des As: 1

Cholet: 2008
- Match des Champions: 1

Strasburgo: 2015
- Eurolega: 2

Anadolu Efes: 2020-21, 2021-22

### Individuale
- MVP Match des champions:1

Strasburgo: 2015
- MVP Finali Campionato Turco:1

Anadolu Efes: 2020-21